# Tucking

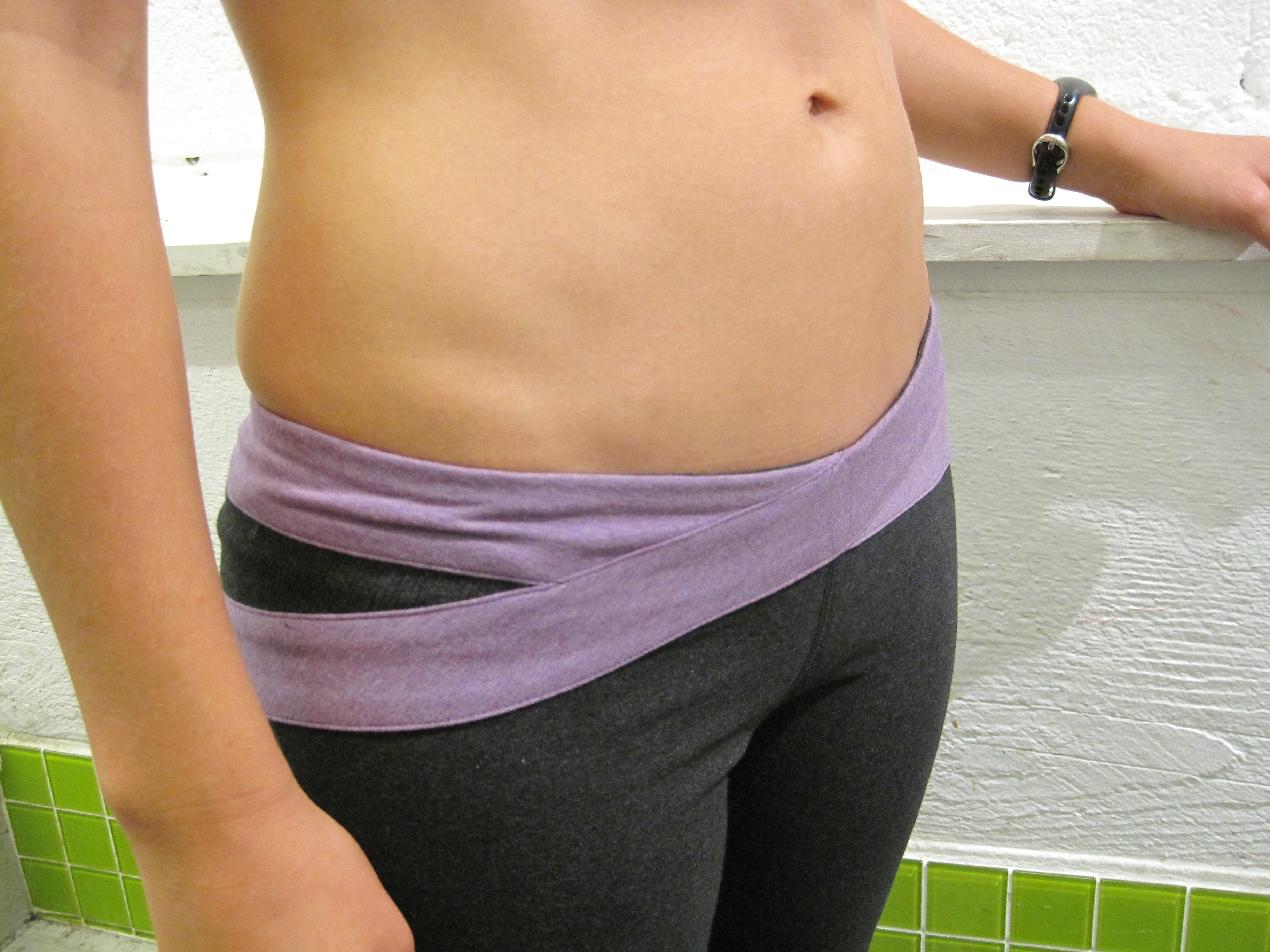
Belly wrap.

Le tucking est une technique par laquelle un individu cache la forme de son pénis afin qu’il ne se voie pas à travers ses vêtements.
Cette pratique est souvent utilisée par des femmes transgenres, ainsi que par des hommes cisgenres qui font du drag. Il y a des effets secondaires liés à la fertilité causés par le tucking, tels qu’un nombre de spermatozoïdes réduit. Certains types de vêtements sont prévus spécialement pour dissimuler le pénis, tels que les gaffs ou les boxers.

## Principales techniques employées
Une technique consiste à caler le pénis entre les cuisses et à pousser les testicules dans le canal inguinal. Afin de faire en sorte que cette position reste en place, certaines femmes transgenres utilisent des sous-vêtements particulièrement serrés. Une autre méthode est l’aplatissement en utilisant du rouleau adhésif afin d’attacher l’appareil génital le long du périnée, et si possible entre les fesses. Il existe aussi des manières improvisées ou faites maison à partir d’une bande élastique prélevée d’un sous-vêtement et d’une bande de tissu, placée à l’entrejambe, que l’on vient ensuite tirer vers le haut.
Certains hommes transformistes (aussi appelés cross-dresser), ainsi que des femmes transgenres pré- ou non-opérées utilisent des sous-vêtements faits sur mesure proches d'une culotte, appelés gaffs, qui servent à cacher l'appareil génital et présenter un entrejambe plat et lisse.

## Autres techniques et raisons invoquées
La pratique du tucking est parfois observée chez des hommes cisgenres pour d'autres raisons que celles présentées ci-dessus, réalisée de différentes manières. Certains hommes cisgenres la pratiquent car ils sont victimes de dysmorphophobie concernant leur entrejambe. Pour d'autres, il s'agit de dissimuler une érection, pour se désexualiser (par pudeur ou par phallophobie), ou bien encore parce que la bosse est fortement visible à des moments inappropriés.
On peut compter parmi ces méthodes de tucking le fait de placer le pénis derrière la bande élastique du sous-vêtement porté (le pénis se retrouve alors coincé debout, lui valant le nom d'uptuck dans les pays anglo-saxons,), ou encore le fait de porter des sous-vêtements spécialement conçus pour comprimer l'appareil génital,. Le tucking peut également être utilisé par des hommes pour qui leur phallus aurait une apparence obscène. Il existe des caleçons spéciaux, conçus pour cacher cette bosse de l'entrejambe, tels que le « bloxer »,.